# Instrumentenflugberechtigung
Die Instrumentenflugberechtigung (en. Instrument Rating, Abk.: IR) berechtigt zum Führen von Luftfahrzeugen nach Instrumentenflugregeln (en. Instrument Flight Rules, Abk.: IFR genannt).
Sie kann als eine Zusatzberechtigung nach einer entsprechenden Ausbildung und Prüfung erworben werden.
Für Verkehrsflugzeugführer (Inhaber einer Verkehrspilotenlizenz) für Flächenflugzeuge ist die Instrumentenflugberechtigung integraler Bestandteil der Pilotenlizenz.

## Europäische Union
Mit Inkrafttreten der Verordnung (EU) Nr. 245/2014 als Änderungsverordnung zur Verordnung (EU) Nr. 1178/2011 im April 2014 kann in Europa die Instrumentenflugberechtigung für die Luftfahrzeugkategorie Flugzeug, Hubschrauber, Luftschiff oder einem Luftfahrzeug mit vertikaler Start- und Landefähigkeit erworben werden.  Zudem wurden die Ausbildungswege zur Instrumentenberechtigung erweitert:
- Integrierte Ausbildungen mit anderen Lizenzen (ATPL, MPL, CPL)
- Modularer Lehrgang (quasi obsolet für Flächenflugzeuge, da der kompetenzbasierte Kurs nur Vorteile bietet)
- Kompetenzbasierter Lehrgang (CB-IR) (nur für Flugzeuge)

Außerdem gibt es noch eine nicht ICAO-konforme Streckeninstrumentenflugberechtigung EIR – En-route IR: Flug nach Instrumenten im Reiseflug, diese ist bisweilen nicht mehr gültig und musste in ine CB-IR umgewandelt werden. Eine Neuausstellung findet nicht mehr statt.
Mit der Einführung der vereinfachten Ausbildungswege (EIR und CB-IR) zum Erlangen einer Instrumentenflugberechtigung wurden für Flächenflugzeuge bisherige Ausbildungsinhalte des modularer Kurses vereinfacht.
|                            | IR, komp.-bas. Kurs | IR, modularer Kurs |
| -------------------------- | --- | --- |
| Voraussetzungen            | PPL oder CPL Sprechfunkzeugnis (z. B. AZF) Englische Sprachkenntnisse (mindestens ICAO Level 4) Medizinisches Tauglichkeitszeugnis Klasse 1 oder 2 mit Reinton-Audiometrie | PPL oder CPL Sprechfunkzeugnis (z. B. AZF) Englische Sprachkenntnisse (mindestens ICAO Level 4) Medizinisches Tauglichkeitszeugnis Klasse 1 oder 2 mit Reinton-Audiometrie |
| Flugerfahrung Überlandflug | 50 Stunden als PIC | 50 Stunden als PIC |
| Theorieausbildung          | mindestens 80 Stunden Theorieprüfung | mindestens 150 Stunden Theorieprüfung |
| Praxisausbildung           | mindestens 40 Stunden Praktische Prüfung | mindestens 50 Stunden Praktische Prüfung |

Die Ausbildung muss an einer zugelassenen Flugschule (ATO) erfolgen. Die Theorieausbildung kann als Fernlehrgang mit Ergänzungsunterricht absolviert werden.
Teile der Praktischen Ausbildung können außerhalb der ATO durchgeführt werden, z. B. mit eigenem Flugzeug und einem Fluglehrer für Instrumentenflug oder an einem dafür zugelassenen Verfahrenstrainer (z. B. FNPT II).
Die Instrumentenflugberechtigung wird in den Pilotenschein eingetragen. Die Berechtigung hat einen Gültigkeitszeitraum von einem Jahr. Um sie zu verlängern, hat der Bewerber innerhalb von drei Monaten vor Ablauf der Berechtigung eine Befähigungsüberprüfung mit einem anerkannten Prüfer durchzuführen.

## Vereinigtes Königreich
In Großbritannien existiert eine „kleine“ Instrumentenflugberechtigung innerhalb des Landes, das sog. IMC Rating. Die Mindestausbildung ist kürzer, dafür dürfen aber keine Luftstraßen und bestimmte Lufträume im Instrumentenflug beflogen werden. Sie ist eher zum Durchstoßen von Wolkendecken als zum Fliegen in den Wolken gedacht.

## Vereinigte Staaten
Für eine IFR-Berechtigung nach den Federal Aviation Regulations muss der Bewerber mindestens eine Privatpilotenlizenz für Flugzeuge, Drehflügler oder Luftschiffe besitzen und 50 Stunden Überlandflugzeit (englisch Cross Country) als verantwortlicher Luftfahrzeugführer haben.
Die Ausbildung umfasst Theorie, wobei weder die Form als Unterricht oder autodidaktisch, noch eine Mindeststundenzahl vorgeschrieben ist. Die praktische Ausbildung umfasst 40 Stunden im Instrumentenflug, davon mindestens 15 Stunden durch einen für Instrumentenflugausbildung zertifizierten Fluglehrer, einschließlich eines 250-Meilen-Streckenflugs unter Instrumentenflugregeln mit simulierten oder tatsächlichen Instrument Meteorological Conditions. Vor Ablegen der schriftlichen und später mündlichen und praktischen Prüfung ist eine Erklärung (englisch endorsement) des Fluglehrers ins Flugbuch einzutragen, in dem dieser bescheinigt, dass der Flugschüler auf die Prüfungen ausreichend vorbereitet ist. Die Prüfung besteht aus einem schriftlichen und einem kombinierten mündlichen und praktischen Test. Große Teile der Ausbildung, je nach Ausbildungsform (Part 61 oder Part 141) bis zu 30 Flugstunden, können auf durch die Federal Aviation Administration zertifizierten Flugsimulatoren durchgeführt werden.
Die IFR-Berechtigung ruht, wenn der Pilot in den vorangegangenen 6 Monaten nicht mindestens 6 IFR-Anflüge (approaches) inkl. Warteschleifen (holding procedures) und Kursanschnitt (intercepting and tracking courses) durchgeführt hat. Die Berechtigung kann innerhalb der darauf folgenden 6 Monate reaktiviert werden, wenn der Pilot die entsprechenden fehlenden Manöver unter VFR-Bedingungen simuliert. Dazu ist ein Sicherheitspilot (mindestens PPL für VFR) zur Luftraumüberwachung erforderlich. Nach 12 Monaten ohne die notwendigen Manöver ruht die IFR-Berechtigung und kann durch einen Instrument Proficiency Check (IPC) mit einem Fluglehrer für IFR (CFII) reaktiviert werden. Eine erneute Prüfung ist nicht erforderlich.
Für CAT II und CAT III sind weitere Ausbildungen und Prüfungen erforderlich.